# 国際自由青年連合
国際自由青年連合（International Federation of Liberal Youth、略称:IFLRY）は、自由主義者の国際青年組織。自由主義インターナショナルに加盟している。
IFLRYの前身は、1947年に設立された世界自由急進青年連合（World Federation of Liberal and Radical Youth、WFLRY）と1969年設立の欧州自由急進青年連合（European Federation of Liberal and Radical Youth、EFLRY）である。1978年にWFLRYが解散した後、EFLRYは国際自由急進青年連合（International Federation of Liberal and Radical Youth、IFLRY）と改称した。2001年に国際自由青年連合に名称を改称した。 
現在の議長は、トマス・レイス（ベルギー）。幹事長はレックム・市原奈緒美（ノルウェー）、財務係はジョアオ・グエデス（ブラジル）です.
副議長は、ラビヤ・ファルヘディン（レバノン）、クリスティアン・シュミット（デンマーク）、マテウス・トリボウスキ（カナダ）、スタニスラブ・アナサトブ（ブルガリア）の四人。

## 関連事項
- 欧州共同体自由急進青年運動（LYMEC、ヨーロッパ・リベラル・ユースとも。欧州自由民主改革党 European Liberal, Democrat and Reform Partyの青年組織）
- スウェーデン自由党青年団
- 世界における自由主義 Liberalism worldwide
- 自由主義政党一覧 List of liberal parties